# بیلریا
بیلریا (به اسپانیایی: Viloria) یک شهرستان در اسپانیا است که در استان وایادولید واقع شده‌است.